# 양심적 병역 거부

모병제
모병제로 전환 예정
징병제
징병제와 모병제 혼용
군대를 보유하고 있지 않음

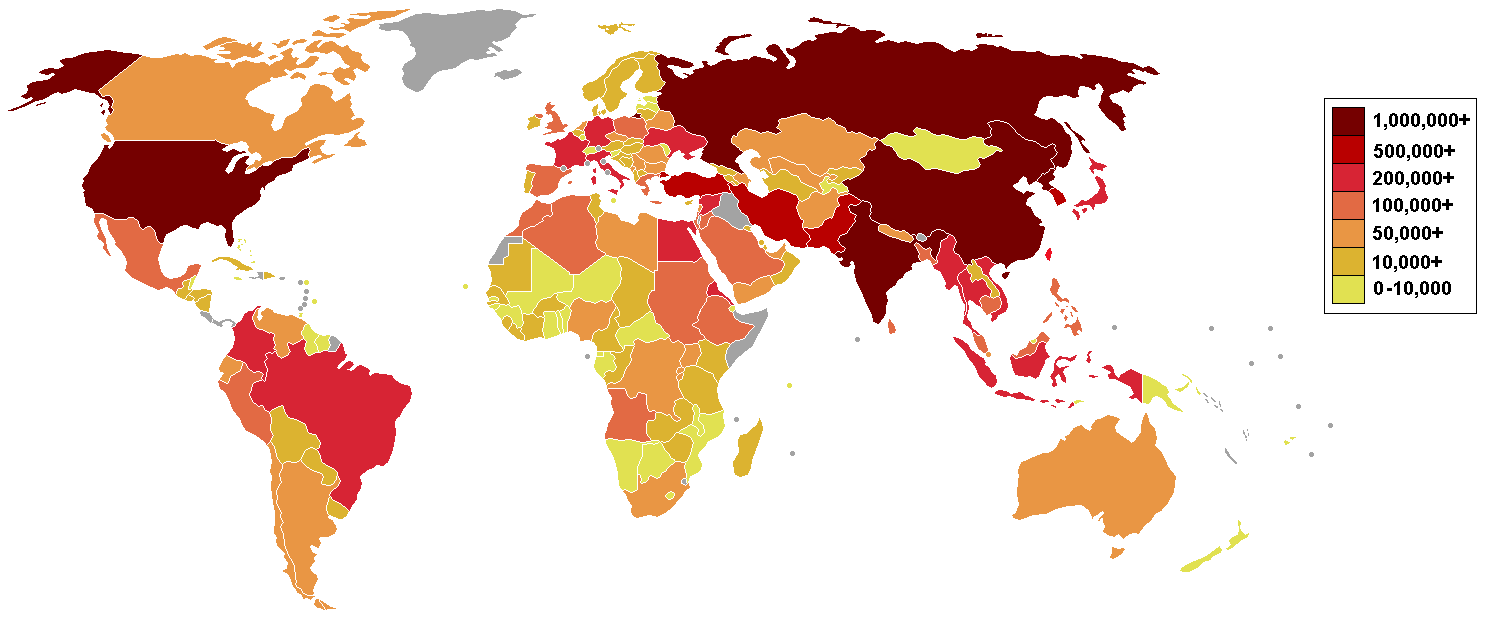
국가별 상비군 병력

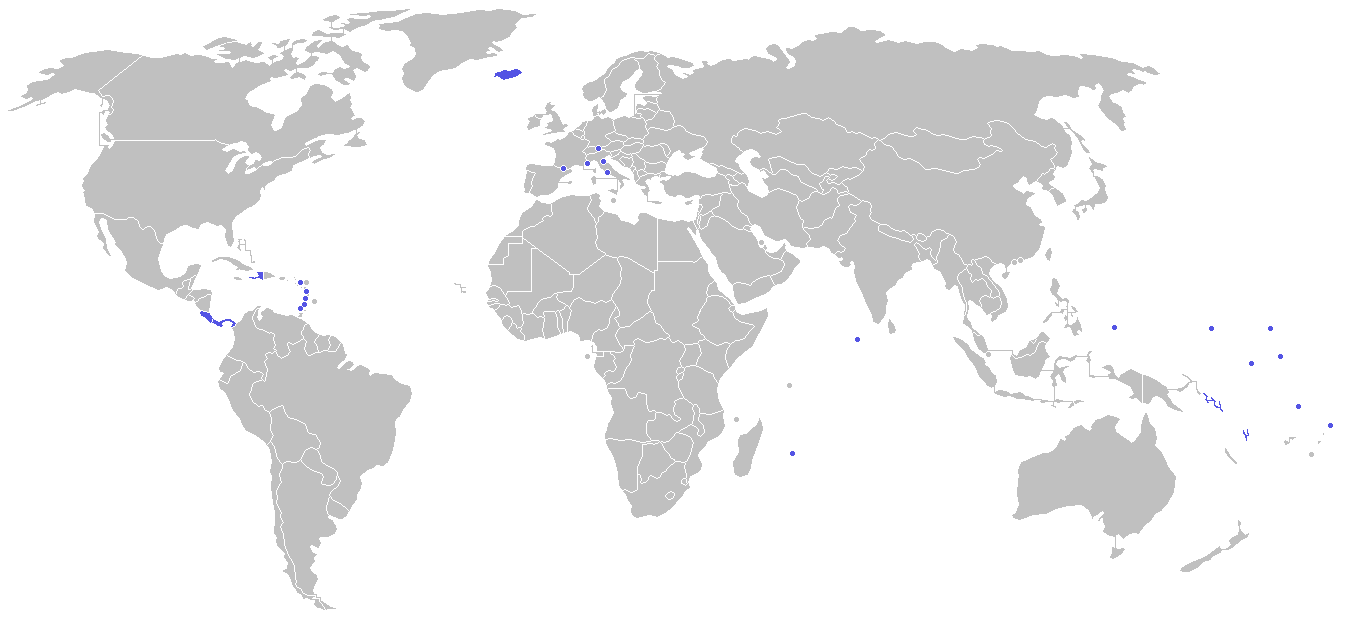
군대가 없는 나라, 보라색 표시

양심적 병역 거부자(良心的兵役拒否者, 영어: conscientious objector, CO), 혹은 전투 자체만을 거부하는 양심적 집총 거부자(良心的執銃拒否者)는 병역의 의무가 부과된 시민이 폭력과 살인에 반대하는 평화주의신념에 따라 병역 또는 그보다 국한된 집총(執銃)을 거부하는 사람을 말한다. 양심에 따른 병역 거부 혹은 신념에 따른 병역 거부라고도 한다. 양심적 병역 거부 합법화 이후 용어에 대한 국민정서상의 논란이 일자, 대한민국 국방부는 양심적 병역 거부자의 대부분이 여호와의 증인 신자임을 이유로 공식명칭을 종교적 신앙 등에 따른 병역거부로 채택한다고 발표했지만 논란은 꺼지지 않고 있다.

## 현황
러시아, 스위스, 중화민국 등 50개 이상의 국가에서는 신념과 양심에 따른 병역거부권을 인정하여 면제하거나, 그들에 대해 대체복무제로 병역을 대신하도록 하는 등 법률로서 권리를 보호해 주고 있다. 현재 양심적 병역거부자를 처벌하는 나라는 전 세계에 대한민국, 조선민주주의인민공화국, 튀르키예가 유일하다. 최근 이들 나라들에 대해서도 유엔인권위원회와 유럽인권재판소는 '양심적 병역거부자를 처벌하는 것은 국제법에 위배되는 것이고 양심과 사상, 종교의 자유를 침해하는 것'이라고 잇따라 판결을 내리고 있다. 병역거부는 어떠한 상황에서도 인간의 생명을 빼앗는 것은 악이라는 종교적 평화주의에 뿌리를 두고 있다. 그러나 현대에 들어 종교적 이유 외에도 평화주의, 생태주의, 아나키즘 등의 다양한 이유로 점차 확산되고 있다.
2018년 OECD 회원국 중 징병제를 시행하는 나라가 13곳인데, 그 중에 대체복무제가 있는 나라는 9개이고 없는 나라는 4개이다. 한편 이스라엘의 경우 대체복무를 실시하지만, 여성만 가능하다. 대체복무제를 실시하는 나라들 9개 중 현역 복무 기간과 대체 복무 기간이 같은 나라는 3곳이다. 6개 국가에서는 대체복무 기간이 현역 복무 기간보다 길다.
대체 복무 심사는 해당 OECD 회원국 중 다수 국가가 법학, 철학, 심리학 또는 사회과학, 정신과 의사 등으로 구성된 위원회를 통해 심사한다. OECD 비회원국 중 가장 까다로운 대체복무 심사를 실시하는 나라는 대만이다. 피심사자가 2년 이상의 종교 활동을 증명해야 하는데, 여기에는 이유서, 회고서가 필요하고 면담을 하는 경우도 있다. 대체복무 결정 이후에도 허위판정이 나면 대체복무가 취소된다.

## 역사

### 고대
고대 로마 제국에서 종교적 사유의 신념에 따른 병역거부의 사례로는 기독교인들과 유대인들의 종교적 신념에 따른 병역거부가 있다.
로마 군인들은 로마 황제에 대한 충성 서약을 해야 했기 때문에, 유대인들은 야훼 외에는 누구도 섬길 수 없다는 믿음에 따라 병역을 거부했다. 초대교회의 즉, 고대교회의 기독교인들은 폭력에 반대하는 비폭력주의나 예수 그리스도외에는 왕이 없다는 신념에 따라 병역을 거부 했는데, 이는 기독교가 반(反)국가종교로 규정되어 박해받는 원인이 되었다. 초대교회 교부 테르툴리아누스(터툴리안)가 174년 기독교인은 병역을 거부해야 한다고 설교하여, 군인출신 신자들이 군복무를 그만둔 사례나 신념에 따른 병역거부를 선언하여 257년 순교한 순교자 막시밀리안의 사례를 보면 초대교회에서는 신념에 따른 병역거부를 당연하게 여긴 것으로 보인다. 하지만 이러한 기독교 평화주의는 성 아우구스티누스가 로마제국의 폭력을 악을 응징하려면 폭력을 행사할 수도 있다는 논리로 미화한, '정당한 전쟁론'을 주장하면서 더 이상 실천되지 못했다.

### 근세
메노나이트는 재세례파(재침례파) 지도자인 메노 시몬스가 창시한 개신교 종파로, 신약성서에 신학적인 근거를 둔 평화주의가 특징이다. 메노나이트 교회에서는 그리스도인들이 평화를 위해 하느님의 부름을 받았으며, 전쟁이나 폭력 이외의 방법으로 문제를 해결해야 한다는 기독교 평화주의를 주장한다. 따라서 이들은 폭력에 반대하는 의미로 양심적 병역 거부를 대체복무제로 실천했다. 17세기 네덜란드의 총독이었던 오라녜 공 윌리엄은 세금만 내면 병역을 면제하였다. 마찬가지로 개신교의 한 종파인 퀘이커에서도 신념에 따른 병역거부를 실천했다.

### 근대

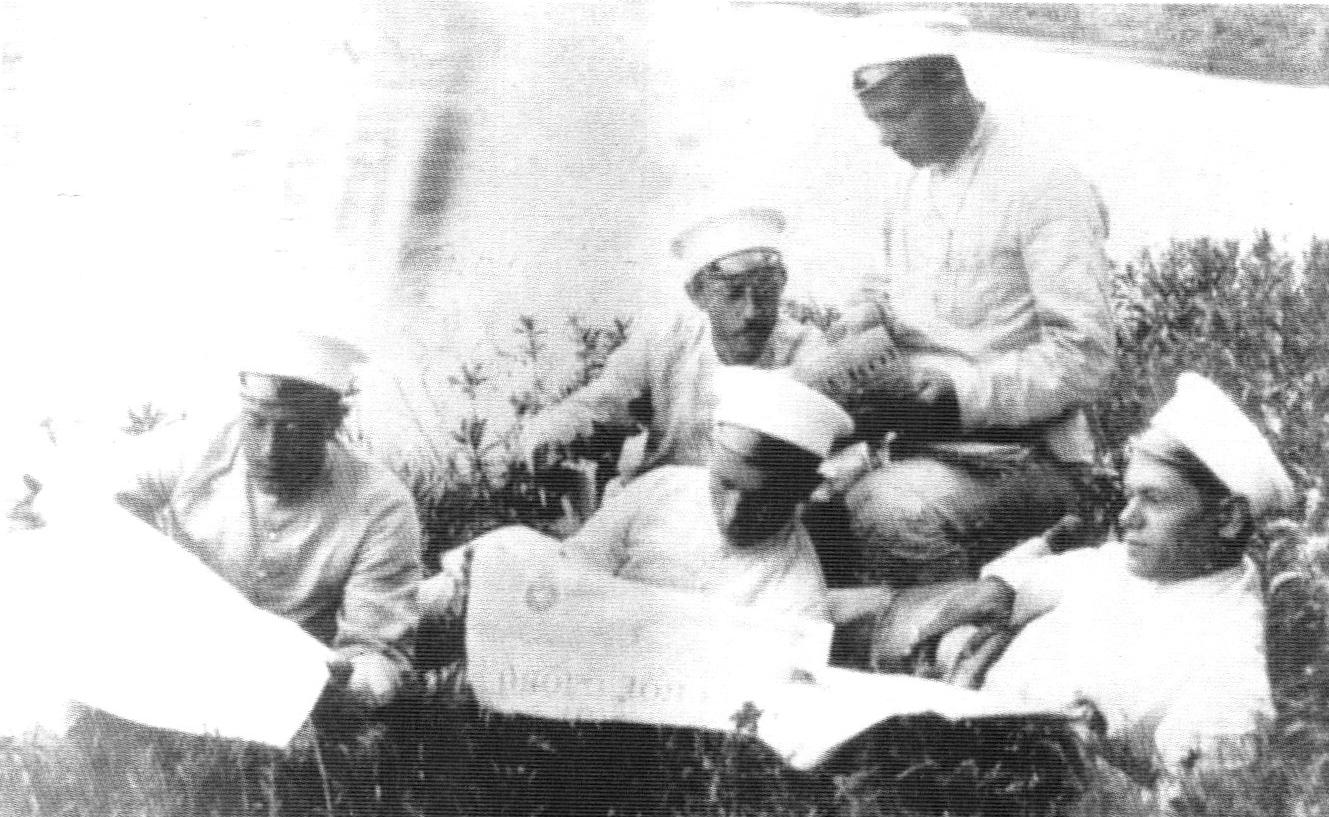
대체 복무중인 1907년 제정러시아의 메노나이트들

제정러시아에서는 1881년 기독교 평화주의자들인 메노나이트 공동체가 제정 러시아 정부와 10년동안 토론하여 산림업무로써 대체복무를 하였고, 러시아의 혁명가 레닌도 1919년부터 1929년(레닌 사후 6년)까지 양심적 병역거부자들의 평화주의 신념을 대체복무로써 존중했다.
미국에 이주한 메노나이트들은 제1차 세계대전 때에 폭력에 반대하는 신념때문에 대체복무를 하였다. 미국의 역사학자 하워드 진, 성공회 평신도 신학자 고 김진만 선생, 성공회 평신도이자 신학자인 스탠리 하우어워스와 미국 연합 감리교회 감독인 윌리엄 윌리몬도 미국의 역사이야기인 《미국 민중사》, 성공회 이야기인《거룩한 공회》(맑은울림), 《십계명》(복있는사람)에서 제1차 세계대전때에 메노나이트, 정교회 공동체인 두호보르파, 퀘이커등의 기독교 평화주의자들이 탄압받은 이야기, 퀘이커 공동체가 개척한 펜실베이니아 주에서는 미국 독립전쟁때부터 대체복무제를 실시한 이야기, 식물을 가꾸면서 생명을 존중하려는 마음을 가진 사람이 양심적 병역거부를 주장한 이야기등을 썼다.

## 현대

### 유럽
성공회 사제인 존 스토트 신부는 제2차 세계대전시기였던 1942년에 신념에 따른 병역거부를 선언하였다. 존 스토트 신부는 내가 복종해야 할 대상은 국가가 아니라 그리스도라는 이유로 군입대를 거부하였다. 존 스토트 신부는 그 해 성공회 사제서품을 받음으로써 군입대를 면할 수 있었다.
1970년대의 유럽 국가 중에서 서독 등이 양심적 병역 거부를 허용했으며, 2011년 7월 7일, 유럽인권재판소는 아르메니아의 여호와의 증인 양심적 병역거부자에 대한 소송 재판에서, '신념과 양심에 따라 병역을 거부한 여호와의 증인에 대해 유죄를 선고하고 투옥시킨 아르메니아 정부는, 종교와 양심의 자유 그리고 그에 대한 권리를 보장해야 하는 유럽 인권 협약을 명백히 위반했다'고 역사적인 판결을 하였다. 이번 판결로 아르메니아에서 양심적 병역거부로 투옥된 여호와의 증인 69명은 즉각적인 석방을 받게 되었으며, 유럽 연합 국가들 전체에도 영향을 미치게 되었다. 이 판결에 이어 유럽에서 병역거부자를 처벌하는 나라인 터키 등의 나라에 대해서도 동일한 취지의 판결을 계속하여 내리고 있다.

### 미국

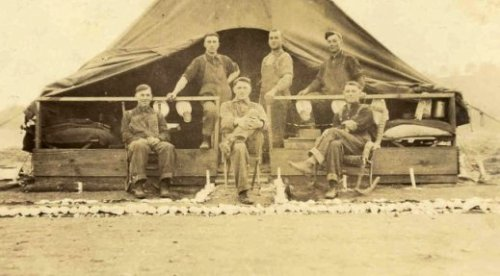
1918년 오하이오주 캠프 셔먼의 막사에서 사진을 찍은 메노나이트 양심적 병역 거부자 신도들.

미국에서는 메노나이트 신도들이 전쟁에 반대하는 평화주의신념에 따라 신념에 따른 병역거부를 실천해오고 있다. 이들은 아미시파 신자, 퀘이커교도등 타 비폭력주의 교회 신자들과 함께 미국 독립전쟁당시 신념에 따른 병역거부를 실천한 바 있으며, 제1차 세계대전과 제2차 세계대전때에도 대체복무로 신념에 따른 병역거부를 실천하였다. 하지만 종교적 신념에 따른 병역거부자들은 탄압을 받았다. 아미시 신자들은 성서의 평화주의를 실천하기 위해 양심적 병역거부를 주장했다. 아미시 교회의 주교는 제1차 세계대전때에 병역과 대체복무 모두 거부하는 완전한 양심적 병역거부를 주장했다가 500달러의 벌금을 물었다. 심지어 강제징집을 당해 구타를 당하다가 신념에 따른 병역거부자로 인정되어 집에 돌아가기도 했다. 제1차 세계대전당시 미국에서는 독일에 대한 반감이 있었고 병역을 거부했기 때문에 이들의 어려움은 상당했을 것이다. 제2차 세계대전에서도 아미시 신자들은 평화주의자들이었기 때문에 수용소에 갇혀 살았다. 미국 성공회 사제인 고 대천덕 신부도 자서전 《나와 하나님》(홍성사)에서 제2차세계대전때인 1942년에 청사진을 읽는 선원으로 일함으로써 대체복무한 이야기를 썼다.
2006년에는 미군내에서도 신념에 따른 병역거부자가 나왔다. 2007년 12월 16일자 로이터 통신은 미군 예비역 대위인 피터 브라운이 종교적 사유로 신념에 따른 병역거부 의사를 밝힌 사건에 대해 보도했다. 피터 브라운은 웨스트포인트 사관학교때 성실한 기독교인이 되었는데, 원수도 사랑하라는 성서말씀에 따라 이라크 전쟁당시 총기사용을 거부했다. 고민끝에 그는 2006년 미국 국방성에 제대를 신청하여, 2007년 8월 신청이 받아들여졌다.

### 이스라엘
이스라엘에서는 '양심위원회(conscience committee)'에서 병역 거부를 심사하는데, 이스라엘 소녀들에 대한 검증은 짧고 진부하며 매우 모욕적이며 심각하게 위협적이라는 비판이 있다. 이스라엘 사회에서 여성들의 병역거부는 개인적 단계에서는 용감하나 사회적으로는 '하찮은 일'로 여겨진다. 정부의 병역거부자들에 대한 탄압은 가혹하며, 실제로 병역거부를 이유로 8차례에 걸쳐 수감된 경우도 있다.

#### 특징
선택적 병역거부
이스라엘의 병역거부의 특징은 평화주의, 아나키즘과 같은 보편적, 절대적 병역거부도 존재하나 팔레스타인 점령지에 대한 병역을 거부하는 '선택적 병역거부'이다. '선택적 병역거부'는 1982년 레바논 침공 시기에 현저하게 나타나기 시작했다. 이때 유대인 병역거부자들을 적극적으로 지원하기 위한 '예쉬그불(한계가 있다)'이 설립되었으며 예쉬그불은 적어도 이 전쟁기간 동안 168명의 유대인 병역거부자들이 투옥되어 있다고 집계하고 있다. 이러한 선택적 병역거부운동의 빠른 성장은 지휘관들을 매우 조심스럽게 만들었다. 그리고 많은 유대인 병역거부자들이 처벌을 받는 대신 이스라엘에서 다른 임무를 맡게 되었다.
예비군의 병역거부
'선택적 병역거부'의 다음 물결은 1987년 첫 번째 팔레스타인 인티파다 곧 외출도 정해진 시간에만 할 수 있을만큼 극심하게 인권을 억압받는 팔레스타인의 인민들의 저항운동때에 나타났다. 당시 수백명의 군인들(대부분 예비군이었다)이 팔레스타인 인민들의 저항운동을 진압하는 전쟁에 참여하기를 거부했다. 이스라엘 병역거부자들은 격렬히 저항했고, 이것은 마침내 이스라엘 정부가 마드리드 회담에 참석하기로 결정하는 데 큰 공헌을 했다. 이 회담은 최초로 팔레스타인 대표부와 마주 앉는데 동의한 것이다. 2003년 인티파다에서는 선택적 유대인 병역거부자들이 나타났다. 1000명이 넘는 군인들, 예비군들, 징병을 기다리는 젊은이들이 팔레스타인 군중들을 진압하는데 일조하기를 거부했다. 200여명의 유대인 병역거부자들은 지금까지 감옥에 있다. 이스라엘의 병역거부는 현역 장교와 사병에서도 종종 발생한다.
여성에 대한 병역거부
여성에 대한 징집이 유일하게 실시되는 만큼 여성병역거부가 유일하게 이뤄지고 있는 유일한 나라이기도 하다. 이스라엘에서는 여성에 대한 병역거부는 폭넓게 이뤄지고 있는데 이는 여성에 대한 배려이기 보다는 여성 자체를 불필요한 자원으로 사고하는 차별적 인식이 주요한 이유를 차지하고 있다.

### 대한민국
대한민국에서는 안식교와 여호와의 증인이 살인을 거부하고 국가와 같은 유일신 이외의 섬기지 않을 것을 강조하는 교리로 인해 종교적인 이유로 병역을 거부했는데, 정부에서는 종교적 사유에서 병역을 거부한 안식교 신도들에 대해 비전투부대에서 근무하도록 하였다. 여호와의 증인은 박정희 정부의 강제 징집 방침에 따라 군으로 끌려갔으나, 군인으로서의 신분을 거부하였기 때문에 군대 내에서의 비전투근무도 거부하였고, 징집 자체를 거부하는 이들은 민간법정에서 병역기피로 처벌받았다면, 안식교인들은 일단 군에 입대한 뒤 집총을 거부해 항명죄로 처벌받았다.
양심적 병역 거부의 사유는 대부분 여호와의 증인 교리에 의한 것이나, 개신교, 천주교, 불교에서도 신념에 따른 병역거부자가 나타나 신념에 따른 병역거부자들의 종교가 다양해지고 있는데, 이들은 신념에 따른 병역거부의 사유를 예수 그리스도의 비폭력주의 실천 또는 살생을 하지 말라는 부처의 가르침 실천이라고 밝혔다. 종교와 관련 없이 평화를 위하여 병역 거부를 선언하는 일부 남성들도 등장하여 논쟁은 더욱 커졌다. 또한 현역이나 상근예비역 등의 임무는 수행하되 향토 예비군이나 기타 예비군 소집에 불응하는 예비군 반대 운동 등의 형태로도 나타나고 있다. 이에 관하여, 서울대학교 법학과 조국 교수는 양심적 병역거부 또는 신념에 따른 병역거부가 여호와의 증인 외에도 퀘이커, 메노나이트 등의 일반적 기독교 평화주의자들의 논리이기도 함을 말함으로써 보수 기독교계의 반대논리를 비판했다.

#### 대한민국에서의 역사

##### 건국 이전
한국에서 최초로 양심에 따라 병역을 거부하여 처벌받은 것으로 알려진 사람은 여호와의 증인 신도였던 옥응련과 최용원이다. 당시 한국인들에게는 병역의무가 없었으나 여호와의 증인 신자들은 신사참배를 거부하고 유해한 반전(反戰) 사항을 유포한다는 이유로 유죄 판결을 받았다. 1945년 전쟁이 끝날 때까지 투옥되었던 38명의 증인 가운데 학대와 열악한 수감 환경으로 다섯 명이 사망하였다.
일본에서 징병제가 확대되면서 일본내 여호와의 증인들이 병역을 거부하자 일제는 1939년 조선의 여호와의 증인들에게도 탄압을 가하여 신자 38명을 투옥하였는데, 이들 중 5명은 옥사하고 나머지 33명은 신앙양심을 지키며 투옥생활을 했다. 이들은 1945년 8월 해방이 되어서야 옥문을 나섰다. 여호와의 증인들은 자신들은 그저 신앙양심을 지켰을 뿐이라고 했지만, 정부기관이 편찬한 각종 독립운동사에는 이들의 '등대사 사건'이 일제 말기의 주요한 저항 중 하나로 기록되어 있다.

##### 한국 전쟁 기간
성공회대학교 역사학과 교수 한흥구의 《대한민국사》에 따르면, 한국전쟁 기간에는 보수 개신교 신자들인 안식교회 교인들도 양심적 병역거부를 실천했다. 즉, 양심적 병역거부를 여호와의 증인의 교리로만 여기는 한국기독교총연합회의 양심적병역거부 반대논리는 편견일 따름이다. 대구 피난길에 징집된 안식교인은 집총을 거부해 9일간 영창에 갇혔다가 지휘관의 배려로 집총훈련 없이 비무장요원으로 복무한다. 당시에 군형법의 기능을 수행한 국방경비법에도 최고 사형까지 시킬 수 있는 항명죄가 있었지만, 양심적 집총거부자들에게 적용되지는 않았다. 집총거부자들에 대한 처리 기준이 없다 보니 소대에서부터 연대까지 어떤 상급자나 지휘관을 만나느냐에 따라 처리가 천차만별이었다. 간혹 집총거부자들에 대해 이해심을 갖고 이들을 비무장요원으로 근무토록 배려해주는 너그러운 지휘관들이 있었던 반면, “사람 만들어준다”며 살인적인 구타를 가하거나 한겨울에 얼음을 깨고 물통에 집어넣고, 실신했다가 깨어나면 다시 반복하고, 총살시킨다고 위협하는 인권탄압이 더 보편적이었다. 당시 집총거부자들 중에 너무 심하게 얻어맞아 의병제대하는 사람들이 속출했다.
삼육대학교 오만규 교수가 편집한 <집총거부와 안식일 준수의 신앙양심>에 실려 있는 안식교인들의 수기에도 이 내용이 일부 언급되었다. 양심적인 이유로 병역을 거부하면 “빨갱이보다 더 악질”인 ‘비국민’으로 몰려 무자비하게 얻어맞고, “나는 미쳤다”라고 외치면 모든 요구를 들어주겠다는 유혹이며, M1 소총을 거꾸로 입에 물고 30분 이상을 버티고, 4시간이 넘게 몽둥이 찜질을 당하고…. 이단의 종교에 빠져 미쳐버린 자들을 “사람 만들어준다”는 너무나 ‘인간적’인 방침에도 몽둥이를 쥔 자들이 규정한 ‘사람’이 되기를 거부하는 청년들이 계속 나오자, 군당국은 이들을 사법처리하기 시작했다고 언급된다.

##### 전후
집총거부로써 신념에 따른 병역거부를 실천하려는 여호와의 증인에 더하여, 개신교의 한 갈래인 안식교의 일부 신자들이 병역을 거부하였는데 이들은 일반적으로 군대 내에서 비전투업무를 맡아서 일하도록 받아들여졌다.
양심에 따른 집총거부가 법적으로 처벌받기 시작한 것은 1950년대 후반부터다. 여호와의 증인들은 전쟁과 관련된 일체 행위에 가담하는 것을 거부하기 때문에 당연히 군에 입대하지 않은 완전거부자(complete objector)들이었다. 반면 안식교인들은 군대에는 입대하지만 집총을 거부하고 비무장병과에서 근무하기를 원하는 비전투원(noncombatant), 또는 양심적 협력자(conscientious cooperator)들이다. 징집 자체를 거부하는 여호와의 증인들은 민간법정에서 병역기피로 처벌받았다면, 안식교인들은 일단 군에 입대한 뒤 집총을 거부해 항명죄로 처벌받았다. 1956년에는 예비역 훈련에 소집된 안식교인들이 집총을 거부해 실형을 선고받았으나 70여일 만에 석방됐다. 정부에서도 안식교인들을 처벌 일변도로만 대한 것은 아니다. 1957년 4월3일 국방부 장관 김용우는 장관 특명 ‘국방총제2288호’를 통해 각 군 참모총장에게 안식교인 병사들을 위생병 또는 기타 직접 무기를 휴대치 않는 병과에 가급적 배치할 것을 명령했다.
그런데 1959년부터는 현역 입대자가 집총을 거부해 항명죄로 처벌받기 시작했다. 논산훈련소에서 집총을 거부한 신학생 출신 안식교인 청년 2명이 6개월형을 선고받은 것을 시발로 1년에 10여명씩의 안식교 청년들이 처벌을 받았다. 그러나 당시의 형량은 길어야 1년 이내였다.
한편 감리교신학대학장을 오래 지낸 홍현설 목사는 일찍이 1959년에 안식교나 여호와의 증인 청년들이 자신들의 종교적 양심 때문에 집총거부를 한 것에 대해 비난해서는 안 된다라고 주장하며 양심적 비전론자들을 보호하는 법령이 제정되지 못하는 것을 “우리나라에 아직 그리스도교의 영향력이 부족하기 때문”이라고 지적했다.

##### 군사독재
그러다가 5.16 군사쿠데타 이후 곧 군사독재 시기가 시작되어 병역거부자에 대한 대대적 탄압이 시작되었고, 이런 와중에서 안식교회 지도부도 흔들리기 시작했다. 특히 외국 선교사들을 대신해 한국인 목사들이 교단의 지도부에 올라서고, 또 이들의 자제들이 군대에 갈 연령이 되자 안식교회의 상층부는 동요했다. 이에 엄벌을 염려한 안식교 지도부와 삼육대 교수들은 신도들에게 병역거부 신념을 철회할 것을 권고하기 시작하였고, 훈련소에서 집총을 거부한 청년들을 찾아가 집총거부의 신념을 철회하도록 설득했다. 이에 따라 교회 차원에서 병역거부를 포기한 1975년 이후로는 안식교인으로 병역을 거부하는 사람을 거의 찾아보기 어렵게 되었다. 삼육대 오만규 교수는, 안식교도로서 가장 오래 징역을 산 최방원이 1970년 12월 네 차례에 걸쳐 도합 7년6개월간 징역을 살고 출소했을 때 교회가 그의 석방 소식을 교인들에게 전하지 않았다는 점을 지적하면서 “그 무엇이 시대의 변화를 이보다 더 극적으로 나타낼 수 있을까”라고 탄식한다. 1975년을 마지막으로 안식교회의 집총거부 전통은 오랜 기간 단절됐다가, 2002년 봄 한 안식교 신자 청년이 집총거부를 선언해 실형을 선고받고 수감 중이다.
1970년대에 들어와 박정희 정권은 병역기피 일소를 다짐하면서 모든 기피자들을 색출해 일단 군대로 끌고 갔다. 1974년부터는 병무청 직원들이 여호와의 증인들이 모임을 갖는 장소를 포위해 젊은 사람들을 모두 군대로 연행했고, 이렇게 되자 거부자들은 병역법 위반이 아닌 항명죄로 더욱 심하게 처벌받게 되었다. 안식교도들이 집총거부를 포기하자 여호와의 증인들은 시쳇말로 ‘독박’을 쓰고 시범 케이스로 얻어맞게 되었다. 당시 사회적 시선에 의해 여호와의 증인들은 “공산괴뢰를 쳐부숴야 할” 중차대한 시기에 총을 잡으라는 국가의 명령을 거부할 뿐 아니라, 국기에 대한 경례도 거부하고, 자식이 죽어가도 수혈도 거부하는 존재로 비쳤다.
그러나 교리를 철저히 중요시하는 여호와의 증인 측에서는 계속적으로 병역을 거부하였으며, 정부는 여호와의 증인들의 집회 장소를 급습하거나 병역거부로 출소하는 이들을 교도소 문 앞에서 연행하여 반복 처벌하는 등 강력한 탄압을 벌였다. 이들 중에는 강제 입영 후 반복적 구타와 고문 끝에 사망한 사례들이 발생하였다. 또한 이 기간에 여호와의 증인들을 염두에 두고 병역거부에 대한 군형법상의 최고 형량을 상향 조정하였으나, 여호와의 증인은 계속 병역거부 신념을 지키게 된다.

##### 민주화 이후
군사독재의 종결 이후로도 이러한 제재는 계속되었다. 사회운동가들의 병역거부 선언은 양심에 따른 병역거부운동을 확산시키는 중요한 계기가 됐지만, 2001년 이전에 이미 1만여명의 젊은이들이 자신의 양심의 명령에 따라 병역이나 집총을 거부해 징역을 살았다. 젊은층을 중심으로 병역거부권과 대체복무제를 자신의 문제로 인식하기 시작하는 움직임이 발생하면서, 병역거부를 둘러싼 논쟁은 꾸준히 외연을 넓혀왔다. 또한 종교와 정치·사상적 이유에 따른 ‘특별한 개인의 소신’에서 출발한 병역거부가 증가하였다.
2001년 1월29일 서울지법 남부지원 형사1단독 박시환 부장판사는 “병역거부자에 대한 예외 없는 처벌을 규정한 현행 병역법 제88조는 양심에 따른 병역거부자의 존엄과 가치, 행복추구권을 침해할 가능성이 있다”며 헌법재판소에 위헌심판을 제청했다. 2001년 병역거부를 선언한 오태양씨는 두 차례 구속영장이 기각된 끝에 재판이 무기한 연기됐다. 오태양에 이어 병역거부를 선언했다가 구속영장이 발부된 임치윤·유호근 등은 1심 재판부의 보석과 재판연기 결정으로 풀려나 헌법재판소의 결정을 기다리고 있다. 유호근은 “만약 헌법재판소에서 위헌결정을 내린다면, 나씨를 포함한 병역거부자들에게 실형을 선고한 재판부는 쓸데없는 구금에 대해 어떤 책임을 질 것이냐”고 되물었다. 2002년 12월 10일 오후 서울지방법원 제522호 법정에서 연갈색 수의를 입은 나동혁(26·서울대 수학과 4년 휴학)은 실형을 선고받았다. 2002년에는 종교적 이유가 아닌 병역 거부자로써 육군보병학교 소속 운전병 강철민 이병이 개인의 이념적 사유로 병역 거부를 선언했다가 처벌받기도 했다.
2002년 기준 대한민국을 제외하고 전 세계에서 양심적 병역거부로 수감 중인 양심수는 아프리카의 일부 독재국을 중심으로 200~300명에 불과한 것으로 알려져 있었으며, 한편 대한민국에서만 양심적 병역 거부로 수감중인 청년은 1,600명에 달했으며, 대부분 여호와의 증인 신자였다. 이에 국제 연합 등으로부터 국가적 비난이 잇따랐다
양심적 병역거부 문제가 뜨거운 이슈가 되면서, 수많은 언론보도가 있었고 수십 회의 토론회와 학술 발표가 있었다. 병역거부의 이유도 다양해져 여호와의 증인이나 안식교인이 아닌 병역거부자들이 등장한다. 2002년 1월 29일 서울남부지방법원은 병역법 위반 사건에 대해 직권으로 위헌법률심판제청결정을 하였으며, 2004년 5월 21일에 병역법 위반 사건에 대하여 1심에서 무죄 선고를 내렸다. 이에 대해 대법원과 헌법재판소는 2004년 7월 15일과 8월 26일에 각각 유죄와 합헌 판결을 내렸지만 양심적 병역 거부가 양심의 자유에 속하는 문제임을 처음으로 인정하였고, 다수의 의견으로 대체복무 도입을 권고하였다.
2004년 국민주노동당 노회찬 의원은 국회에 대체복무제 법안을 제출하였다. 노회찬 의원의 안과는 별도로 임종인 의원 역시 대체복무제를 제출하였다.
그럼에도 별다른 변화가 없자 2007년 5월 1일에 울산지방법원은 예비군 병역거부 사건에 대해 직권으로 위헌법률심판을 제청하였으며, 2007년 10월 26일에 충북영동지원은 병역법 위반 사건에 대해 대법원의 판결에 동의할 수 없다며 1심에서 무죄 선고를 내렸다. 2008년 9월 5일 춘천지방법원 항소심 재판부는 병역법 위반 사건에 대하여 직권으로 위헌법률심판제청결정을 하였다. 그 후 대전천안, 전주, 수원, 대구김천 등 4건의 위헌제청이 뒤따르게 된다. 2011년 12월 기준 병역을 거부한다는 이유로 수감된 여호와의 증인은 761명이었다. 여전히 2011년 8월 30일에 헌법재판소는 7대 2로 병역거부자 처벌에 대한 합헌 결정을 내렸다.
이렇듯 사회 전반의 양심적 병역 거부 허용의 목소리가 높아지자, 2007년 9월 대한민국 정부는 종교적 사유의 신념에 따른 병역거부자들에 대해서 내후년부터 대체복무를 허용할 방침이라고 발표하였다. 이들이 복무할 곳은 전남 소록도의 한센 병원, 경남 마산시의 결핵병원, 서울과 나주, 춘천, 공주 등의 정신병원 등 9개의 국립 특수병원과 전국 200여개 노인 전문요양 시설 등이 대상지로 검토되고 있는 것으로 알려졌으며, 대체복무자들의 복무기간은 국민여론에 따라 현역병의 2배인 3년으로 정해졌다.
하지만 신념에 따른 병역거부자에 대한 대체복무제는 보수주의 정권인 이명박 정권이 들어서면서 국민정서에 맞지 않는다는 이유로 취소되었다.
백종건 변호사(사법연수원 40기)는 2008년 사법시험에 합격한 뒤 2011년 2월 병역법 위반으로 기소된 이후 다른 병역거부자를 위해 무료 변론 활동을 하다 2016년 3월 징역 1년 6개월의 실형이 확정돼 변호사 자격을 잃고 구속됐다. 2017년 5월 가석방으로 출소한 백종건 변호사가 2017년 10월 12일(현지시간) 스위스 제네바에서 열린 유엔인권이사회 국가별정례인권검토(UPR) 예비회의(Pre-Session)에 초청돼 세계 각국 대표 앞에서 양심적 병역거부자 처벌 현황과 제도 개선 필요성을 연설하면서 한국의 양심적 병역거부자들이 겪는 인권상황을 증언했다.
2011년 9월 세계난민판사협회 총회에서 호주 판사가 발제하여 대한민국 판사 대표에게 "한국에서 병역을 거부할 경우 징역형을 살아야 하지 않느냐" 물으면서 "호주 인권위원회에 진정서를 낸 병역거부자가 있다는 얘기도 들었다. 우리나라 사람이 외국에서 종교적인 이유로 난민 판결을 받을 수도 있겠다는 사실을 새삼 깨달았다."는 발언이 나왔다.

##### 대체복무 합법화 논의
2018년 6월 28일, 한국 헌법재판소는 양심적 병역 거부 처벌 조항으로 사용되던 병역법 제88조 제1항에 대해서는, 법원이 정당한 사유의 해석에 따라 양심적 병역거부자에 대해 현행 조항으로도 충분히 무죄 선고가 가능하며, 병역기피자들을 처벌하는 조항으로서 여전히 기능할 수 있다는 취지로 처벌조항에 대해서는 합헌 결정을 내리면서도, 대체복무제가 없는 병역법 제5조 제1항에 대해서는 헌법 불합치 판결을 내렸다. 입법부는 판결에 따라 2019년 12월 31일까지 양심적 병역 거부자를 위한 대체 복무를 마련해야 했다. 그러나 국민감정에 따른 반대여론이 강해지면서 국방부 측에서는 양심적 병역 거부라는 표현을 폐지하고 대체 복무의 기간을 현역의 2배 이상으로 지정할 것이라 밝혀 논쟁의 대상이 되었다.
2018년 11월 1일, 한국 대법원 전원합의체는 여호와의 증인 신자의 양심에 따른 병역 거부 사건에 대해 9대 4의 다수 의견으로 종교적인 양심도 입영 거부의 "정당한 사유"에 해당한다고 인정하여 무죄 취지로 선고하였는데, 이번 판결은 14년 전의 대법원 판례를 뒤집은 것이다.

### 조선민주주의인민공화국
1950년 3월 조선민주주의인민공화국이 한참 한국전쟁 준비에 힘쓸 때인데, 이때 인민군에 징집된 안식교 청년들이 기독교 신앙을 내세워 끝까지 집총을 거부하자 인민군은 이들을 집으로 돌려보냈다. 한국전쟁이 발발하자 이들 중 일부는 다시 징집됐는데, 전쟁 기간 중임에도 이들이 집총을 거부하자 처음에는 총살시킨다고 위협을 가하기도 했다. 하지만 인민군에서는 양심적 병역거부자들을 비무장 병과인 피복창에 근무하도록 하거나 장애인들로 구성된 비무장 후방부대에 있도록 배려하였다. 그러나 이후 주체사상화가 가속되자 양심적 병역거부자에 대한 대우는 가혹해져 현재에 이른다.

## 판례

### 대한민국

#### 대법원
2018년 11월 1일, 한국 대법원 전원합의체는 여호와의 증인 신자의 양심에 따른 병역 거부 사건에 대해 9대 4의 다수 의견으로 종교적인 양심도 입영 거부의 "정당한 사유"에 해당한다고 인정하여 무죄의 취지로 판단하여, 유죄로 판단한 원심을 파기환송하였다.
- 다수의견(9인):

자유민주주의는 다수결의 원칙에 따라 운영되지만 소수자에 대한 관용과 포용을 전제로 할 때에만 정당성을 확보할 수 있다. 국민 다수의 동의를 받지 못하였다는 이유로 형사처벌을 감수하면서도 자신의 인격적 존재가치를 지키기 위하여 불가피하게 병역을 거부하는 양심적 병역거부자들의 존재를 국가가 언제까지나 외면하고 있을 수는 없다. 일방적인 형사처벌만으로 규범의 충돌 문제를 해결할 수 없다는 것은 이미 오랜 세월을 거쳐 오면서 확인되었다. 그 신념에 선뜻 동의할 수는 없다고 하더라도 이제 이들을 관용하고 포용할 수는 있어야 한다.
양심적 병역거부자에게 병역의무의 이행을 일률적으로 강제하고 그 불이행에 대하여 형사처벌 등 제재를 하는 것은 양심의 자유를 비롯한 헌법상 기본권 보장체계와 전체 법질서에 비추어 타당하지 않을 뿐만 아니라 소수자에 대한 관용과 포용이라는 자유민주주의 정신에도 위배되므로 진정한 양심에 따른 병역거부라면 이는 병역법 제88조 제1항의 ‘정당한 사유’에 해당한다.
— 다수의견 대법관 9인, 대법원 2016도10912

- 반대의견(4인):

병역법의 입법 취지와 목적, 체계, 병역의무의 감당능력에 관련된 규정들의 성격에 비추어 병역법 제88조 제1항의 정당한 사유는 당사자의 질병이나 재난의 발생 등 일반적이고 객관적인 사정에 한정되고 양심적 병역거부와 같은 주관적 사정은 인정될 수 없다.
— 반대의견 대법관 4인, 대법원 2016도10912

하급심법원
통상 대법원 판례에 따라 유죄판결을 하는 경우가 많으나, 최근 들어서 무죄판결이 급증하고 있다. 2015년 6건, 2016년 7건, 2017년 45건, 2018년 상반기(1~6월)에만 28건의 무죄판결이 있었다. 양심의 자유와 국방의 의무 사이에 대체복무제도라는 대안이 있음에도, 대체복무제도를 마련하지 않고 있는 현재로서는 양심적 병역거부는 '정당한 사유'에 해당한다고 보아 무죄판결을 선고한 것이 대부분이다. 이에 대해 검찰은 모든 무죄판결들에 대해 항소 및 상고하여 다투고 있다.

#### 헌법재판소
2004년에 있었던 1번째 결정에서는 합헌의견 7명, 헌법불합치의견 2명으로 양심적 병역거부 처벌 합헌 결정을 하였다. 다만 입법자는 양심의 자유와 국가안보라는 법익의 갈등관계를 해소하고 양 법익을 공존시킬 수 있는 방안이 있는지 숙고하여야 한다고 판시하였다.
2011년에 있었던 2번째 결정에서는 합헌의견 7명, 한정위헌의견 2명으로 양심적 병역거부 처벌 합헌 결정을 하였다.
2018년에 있었던 3번째 결정에서는 대체복무제를 규정하지 아니한 병역법 5조 1항에 대해서는 헌법불합치의견 6명, 각하의견 3명으로 양심적 병역 거부자를 위해 대체 복무 제도를 마련하지 않는 것이 헌법에 어긋난다고 판단했다. 다만 혼란을 막기 위해 입법부가 2019년 12월 31일까지 양심적 병역 거부자를 위한 대체 복무제도를 만들도록 하였다. 다만 입영기피를 규정한 처벌조항 (병역법 제88조 제1항)에 대해서는 합헌의견 4명, 일부위헌의견 4명, 각하의견 1명으로 합헌 결정을 내렸다. 다만, 강일원, 서기석 재판관의 합헌의견이 법정의견으로 사용되었는데, 양심적 병역거부를 처벌하는 것은 헌법에 위반되지만, 법원이 정당한 사유의 해석에 따라 양심적 병역거부자에 대해 현행 조항으로도 충분히 무죄 선고가 가능하며, 처벌조항은 병역기피자들을 처벌하는 조항으로서 여전히 기능할 수 있다는 취지로 처벌조항에 대해서는 합헌 결정을 내렸다. 대체복무는 도입하되, 처벌받은 사람들에 대한 형사보상을 막기 위한 기술적 조치라는 것이 법조계의 분석이다.

### 유럽

#### 유럽인권재판소
사상, 양심, 종교의 자유는 협약이 말하는 ‘민주주의 사회’의 근간을 이루는 요소이다. 사상, 양심, 종교의 자유는 종교적 차원에서 볼 때 신자들의 정체성을 확립하고 그들이 삶의 개념을 정립하는 데 매우 중요한 사항일 뿐만 아니라 무신론자, 불가지론자, 회의론자 및 그 밖의 사람들에게도 매우 귀중한 자산이 된다. 민주주의 사회와 불가분의 관계인 다원주의는 오랜 세월에 걸쳐 어렵게 확립된 것으로서 사상, 양심, 종교의 자유에 크게 좌우된다. 무엇보다도 여기에는 종교적 신념을 고수할 자유와 그렇게 하지 않을 자유, 특정 종교를 실천할 자유와 그렇게 하지 않을 자유가 모두 포함된다. 재판소는 협약 제9조에 비추어 볼 때 청구인(병역거부자)에 대한 유죄 판결에 의해 양심의 자유에 대한 위반이 있었다고 판단하는 바이다.

#### 유럽평의회
권고 R(87)8에서 양심적 병역거부자의 권리를 인정하였다. 유럽평의회 인권이사 발행 “병역 의무에 대한 양심적 거부”라는 책자에도 대체복무는 시민적 성격임이 분명해야 하며 그 길이는 징벌적으로 여겨지지 않을 정도이어야 한다고 언급하고 있다. 대체복무제도는 존재하나 민간인의 감독 하에 있지 않은 아르메니아와 복무기간이 군복무에 두 배에 달하는 그리스는 위 기준을 위반한 것으로 지적을 받았다. 목영준 헌법재판소 재판관이 정위원으로 활동하고 있는 베니스 위원회는 아르메니아의 대체복무법과 개정법안을 검토한 후 양심적 병역거부자들을 위한 대체복무의 표준에 대해 (1) 군은 어떠한 통제도 해서는 안되고 (2) 군복무 중에도 대체복무로 편입할 수 있게 해야하며 (3) 대체복무자가 군복무자와 차별을 받는 일이 있어서는 안 된다고 밝혔다. 또한 유럽평의회 인권판무관은 2012년 2월 2일 보도자료를 통해 양심적 병역거부는 모든 인간이 향유하는 인권이며 모든 유럽국가들이 이 권리를 실질적으로 인정해야 한다고 권고하면서 동일한 취지의 표준을 제시하였다.

### 유엔
유엔은 인권위원회의 1989/59 결의를 비롯한 수 차례의 결의 및 인권이사회의 결의와 자유권규약위원회의 일반논평에서 시민적 및 정치적 권리에 관한 국제 규약(ICCPR) 제18조가 양심적 병역거부자의 권리를 보호하는 것임을 인정하였고, 그런 조항이 만들어지지 않는 회원국들에게 ‘양심적 병역거부자들을 위한 다양한 형태의 대체복무제도를 도입”할 것을 촉구하였다. 대체복무제도의 핵심적 세 가지 기준은 ① 비전투적이거나 시민적 특성을 띄어야 하며 ② 공익에 부합해야 하고 ③ 징벌적 성격이 아니어야 한다. 징벌적 성격과 관련하여서 유엔 자유권 규약 위원회는 프랑스 정부가 민간대체복무 기간을 군복무 기간의 두 배로 한 것은 이 기준을 위배한 것이라고 결정하였다. 이러한 기준은 자유권규약위원회가 2006년과 2010년에 더하여 2011년에 한국의 양심적 병역거부자들이 제기한 개인청원사건에 대해 내린 결정에서 재차 확인되었다.
유엔인권위원회는 1998년과 2000년 두 차례 결의안을 통해 양심에 따른 병역거부권을 인권의 하나로 인정했으며, 그동안 인권협약 가입국에 대체복무입법을 촉구해왔다. 이에 따라 독일·이스라엘·중화민국 등 40여 나라에서 양심에 따른 병역거부를 헌법과 하위법령에 기본권으로 명시하고 있다.
양심적 병역거부권은 사상의 자유, 양심의 자유, 종교의 자유로부터 도출된다. 어느 누구든지 자신의 양심 또는 신앙과 조화되지 않는 경우 군복무의 면제를 요청할 권리가 있다. 그러한 권리는 강제에 의하여 침해되어서는 안 된다. 위원회는 청원인들의 군복무 거부가 종교적 신념에서 비롯된 것이고, 의문의 여지 없이 진지한 결정에 의한 것으로서 청원인들에게 유죄를 선고한 것은 규약 제 18조 제1항에 반하여 청원인들의 양심의 자유를 침해하였다고 판단한다. 당사국(대한민국)은 청원인들에게 유효한 구제조치를 제공할 의무가 있다. 이 구제조치에는 그들의 전과기록을 말소하고 충분한 배상을 할 의무가 포함된다. 당사국은 향후 동 규약에 대한 유사한 위반을 하지 않도록 해야 할 의무가 있다. 이러한 의무에는 양심적 병역거부권을 인정하는 법률을 제정하는 것도 포함된다.— 국제연합 자유권규약위원회 CCPR/C/101/D/1642-1741/2007, Views on Communications No. 1642-1741/2007

## 같이 보기
- 징병제, 징병검사, 모병제
- 대한민국의 병역 제도, 사회복무제도
- 병역법 위반 등의 범죄처벌에 관한 특별조치법
- 병역기피자 공개 제도
- 조선의 병역 제도, 대체복무제
- 병력에 따른 나라 목록, 군대가 없는 나라 목록
- 병역 기피
- 예비군 반대 운동
- 한홍구
- 강의석